# Coppa di Francia 1945-1946
La Coppa di Francia 1945-1946 è stata la 29ª edizione della coppa nazionale di calcio francese.

## Risultati

### Trentaduesimi di finale
| Squadra 1           | Risultato   | Squadra 2                |
| ------------------- | ----------- | ------------------------ |
| Olympique Alès      | 3 - 1       | US Annemasse             |
| FC Nancy            | 4 - 0       | Chaumont                 |
| Arago Orléans       | 2 - 1       | Stade Reims              |
| CA Paris            | 1 - 1 (dts) | CA Vitry-sur-Seine       |
| RC Paris            | 4 - 2       | US Ruch-Carvin           |
| Stade Français      | 2 - 0       | Cognac                   |
| USA Perpignanais    | 3 - 1       | US Cazères               |
| Rennes              | 3 - 1       | AS Pathé-Cinéma Paris    |
| Rouen               | 2 - 0       | ASA Maison-Alfort        |
| Red Star            | 4 - 2       | Tourcoing                |
| Sète                | 6 - 1       | Béziers                  |
| Sochaux             | 2 - 0       | Mulhouse                 |
| Strasburgo          | 2 - 1       | Besançon                 |
| Tolosa              | 9 - 0       | Stade Montois            |
| Olympique Marsiglia | 6 - 1       | Monaco                   |
| Lyon OU             | 2 - 0       | Nizza                    |
| Lilla               | 3 - 0       | AS Raismes               |
| Amiens              | 3 - 0       | ASF Le Perreux-sur-Marne |
| Angers              | 2 - 1       | Brest                    |
| AS des Charentes    | 2 - 1       | Bordeaux EC              |
| SC Aniche           | 3 - 0       | CA Montreuil             |
| Bordeaux            | 2 - 1       | Niort                    |
| ÉSA Brive           | 3 - 1       | Nîmes                    |
| ES Bully-les-Mines  | 0 - 0 (dts) | Valenciennes             |
| Cannes              | 5 - 2       | AS Avignone              |
| US Le Vésinet       | 2 - 1       | Roubaix-Tourcoing        |
| Le Mans             | 3 - 0       | US Normande              |
| Le Havre            | 2 - 0       | Paris UC                 |
| Colmar              | 1 - 0       | Metz                     |
| Stade Clermontois   | 4 - 0       | Gueugnon                 |
| Lens                | 5 - 0       | US Auchel                |
| Montpellier         | 4 - 1       | Hyères                   |

#### Spareggi
| Squadra 1          | Risultato | Squadra 2          |
| ------------------ | --------- | ------------------ |
| CA Paris           | 3 - 0     | CA Vitry-sur-Seine |
| ES Bully-les-Mines | 2 - 0     | Valenciennes       |

### Sedicesimi di finale
| Squadra 1           | Risultato   | Squadra 2          |
| ------------------- | ----------- | ------------------ |
| Bordeaux            | 2 - 1 (dts) | CA Paris           |
| Tolosa              | 2 - 0       | ES Bully-les-Mines |
| Sochaux             | 1 - 0       | Montpellier        |
| Sète                | 4 - 0       | ÉSA Brive          |
| Red Star            | 5 - 2       | AS des Charentes   |
| Rouen               | 2 - 0       | Lens               |
| Stade Français      | 1 - 1 (dts) | Arago Orléans      |
| RC Paris            | 2 - 2 (dts) | Angers             |
| Olympique Marsiglia | 2 - 2 (dts) | Le Havre           |
| Lyon OU             | 3 - 3 (dts) | Olympique Alès     |
| Cannes              | 2 - 0       | Amiens             |
| Stade Clermontois   | 1 - 0       | SC Aniche          |
| Colmar              | 3 - 2       | Strasburgo         |
| Le Mans             | 2 - 2 (dts) | USA Perpignanais   |
| US Le Vésinet       | 2 - 1       | Rennes             |
| Lilla               | 3 - 2       | FC Nancy           |

#### Spareggi
| Squadra 1           | Risultato   | Squadra 2        |
| ------------------- | ----------- | ---------------- |
| Stade Français      | 1 - 1 (dts) | Arago Orléans    |
| RC Paris            | 3 - 0       | Angers           |
| Olympique Marsiglia | 1 - 0       | Le Havre         |
| Lyon OU             | 3 - 1       | Olympique Alès   |
| Le Mans             | 5 - 2       | USA Perpignanais |

#### Replay
| Squadra 1      | Risultato | Squadra 2     |
| -------------- | --------- | ------------- |
| Stade Français | 2 - 1     | Arago Orléans |

### Ottavi di finale
| Squadra 1           | Risultato   | Squadra 2     |
| ------------------- | ----------- | ------------- |
| Lilla               | 1 - 0       | Rouen         |
| RC Paris            | 4 - 3       | Colmar        |
| Stade Clermontois   | 2 - 1 (dts) | US Le Vésinet |
| Bordeaux            | 3 - 1       | Sète          |
| Red Star            | 3 - 1       | Cannes        |
| Lyon OU             | 2 - 1       | Le Mans       |
| Stade Français      | 2 - 0       | Tolosa        |
| Olympique Marsiglia | 2 - 1       | Sochaux       |

### Quarti di finale
| Squadra 1         | Risultato   | Squadra 2           |
| ----------------- | ----------- | ------------------- |
| Lilla             | 2 - 1 (dts) | RC Paris            |
| Stade Clermontois | 4 - 1       | Bordeaux            |
| Red Star          | 2 - 0       | Lyon OU             |
| Stade Français    | 3 - 1       | Olympique Marsiglia |

### Semifinali
| Squadra 1 | Risultato | Squadra 2         |
| --------- | --------- | ----------------- |
| Lilla     | 7 - 1     | Stade Clermontois |
| Red Star  | 3 - 2     | Stade Français    |

### Finale
| Arbitro: | Pierre Virolle |

| |            | |
| Tempowski 13’ Bihel 24’ Vandooren 51’, 85’ | Marcatori  | 47’ Moulet 69’ Leduc |
| Georges Hatz Joseph Jadrejak Jean-Marie Prévost Marceau Somerlinck François Bourbotte Roger Carré Jean Baratte Bolek Tempowski Roger Vandooren René Bihel Jean Lechantre | Formazioni | Robert Germain Fernand Planquès Roger Mindonnet Justo Nuevo Paul Bersoullé Lucien Leduc Ben Mohammed Kadmiri René Lozia Alfred Aston André Simonyi Albert Moulet |
| Georges Berry | Allenatori | Edmond Delfour |